# Un millón de vacas
Un millón de vacas es una obra de Manuel Rivas escrita en el año 1989, que le valió el Premio de la Crítica de narrativa gallega de España. Se considera su primera gran obra, la que le empezaría a reportar un gran prestigio como escritor a nivel nacional e internacional.
Se compone de dos tipos de escritos: unos relatos muy influidos por la lírica moderna, que contrastan con unos poemillas de composición libre que absorben la influencia de la narrativa contemporánea. 
Se trata de una obra innovadora, que abrió paso a una nueva generación en las letras gallegas, donde destacó el propio Rivas.
- Datos: Q6155571